# Runemo
Runemo – miejscowość (tätort) w Szwecji, w regionie administracyjnym (län) Gävleborg, w gminie Ovanåker.
Według danych Szwedzkiego Urzędu Statystycznego liczba ludności wyniosła: 249 (31 grudnia 2015), 250 (31 grudnia 2018) i 258 (31 grudnia 2019).